# Dániel Boczkó (politician)

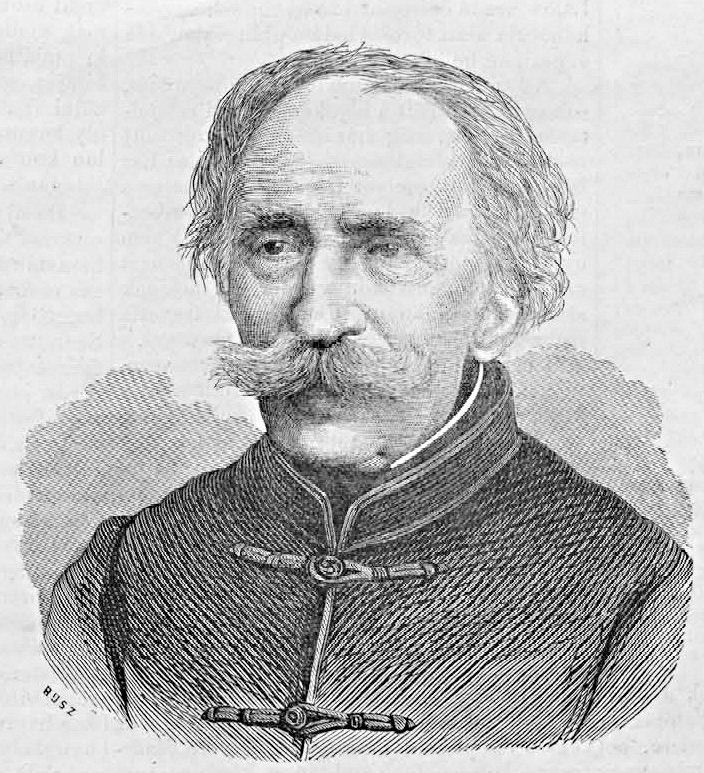
Dániel Boczkó

Dániel Boczkó (în maghiară Zászkali és deménfalvi Boczkó Daniel, n. 4 decembrie 1789, Szarvas, Békés, Ungaria – d. 9 septembrie 1870, Csabacsűd, Districtul Szarvas, Békés, Ungaria) a fost un latifundiar, avocat și om politic maghiar, care a devenit membru al Parlamentului și comisar guvernamental pentru Transilvania în timpul Revoluției Maghiare de la 1848-1849.

## Biografie
Tatăl său era episcopul luteran de origine slovacă Dániel Boczkó, care s-a transferat din localitatea Deménfalu din comitatul Liptó în orașul Szarvas din comitatul Békés. Frații săi au fost avocatul Samuel Boczkó și omul politic Károly Boczkó.
A învățat la școlile din Szarvas (Mezőberény) și Kežmarok, după care a urmat studii juridice la Academia Juridică Regală din Bratislava. A trecut în 1816 examenul de intrare în magistratură și a fost numit procuror în același an. În anul 1830 a devenit judecător al nobilimii (táblabíró) și apoi a activat ca avocat la Békéscsaba, primind și însărcinări în cadrul Bisericii luterane din Szarvas. Din cauza originii nobiliare și a rangului său social a fost inclus în nobilimea mijlocie a comitatului. El și-a cheltuit o parte din avere în scopuri caritabile și a contribuit la mai multe fundații. Și-a început activitatea politică în 1825 ca membru al opoziției liberale din comitatul Békés. În anii 1830 și 1840 a participat la viața politică regională și națională. În 1848 a fost ales membru al Parlamentului Ungariei din partea circumscripției Orosháza.
A fost numit comisar al guvernului mai întâi pentru comitatul Békés și apoi pentru comitatul Arad. Lajos Kossuth i-a extins ulterior atribuțiile și pentru comitatele Caraș, Zarand, Hunedoara, Timiș și Torontal. Numirea lui Boczkó a fost anunțată cu prilejul Bătăliei de la Arad din 8 februarie 1849. Kossuth l-a numit apoi comisar guvernamental pentru Transilvania. În această calitate a purtat la Cluj, timp de o săptămână, convorbiri cu Nicolae Bălcescu pentru realizarea unei colaborări militare antiaustriece între revoluționarii maghiari și cei români.
În ultimele săptămâni ale Revoluției Maghiare din 1848-1849 a luat măsuri ferme pentru a menține ordinea. A limitat drepturile breslelor și a declarat eliberarea industriei de sub administrația austriacă. A luat parte la ultimele ședințe parlamentare de la Arad. După înăbușirea Revoluției Maghiare a fost considerat dușman al statului austriac și pe 23 octombrie 1850 a fost condamnat la moarte. Actul de condamnare la moarte conținea următoarele detaliii: „Inquisit Daniel Boczko solle wegen Theilname an dem Verbrechen des Hochverrats, nebst Verfall seines gesamten Vermögens zum Ersatz für den durch die Rebellien verursachten Schaden mit dem Tode durch den Straug bestraft werden.”, în traducere: „Inculpatul Daniel Boczko considerat vinovat de crima de înaltă trădare este condamnat la moarte prin spânzurare și la confiscarea întregii sale averi pentru a compensa prejudiciul cauzat de rebeliune”.
Împăratul Franz Joseph I i-a comutat sentința de condamnare la moarte într-o pedeapsă de 10 ani de închisoare, păstrând confiscarea averii. A fost încarcerat în închisoarea Kufstein până în 1853 când a fost transferat la Olmütz.
A fost eliberat din închisoare în decembrie 1856, la vârsta de 67 de ani. Și-a redobândit proprietățile confiscate și s-a retras apoi la una din moșiile sale, unde s-a ocupat cu agricultura. În perioada guvernării lui Alexander Bach nu a deținut nicio funcție publică. Ulterior, a luat din nou parte la viața publică, fiind ales deputat în Parlamentul Ungariei în 1861 și 1865-1868 ca reprezentant al orașului Békéscsaba. A fost membru al Partidului Rezoluției condus de contele László Teleki. În 1868 a demisionat din Parlament, dar în 1869 a fost din nou ales. A murit pe 9 septembrie 1870 pe moșia sa din Csabacsűd, la vârsta de 81 de ani. Rămășițele sale pământești au fost înmormântate în cripta 302 din cimitirul Kerepesi. În 1911 o stradă din Békéscsaba a primit numele lui, acesta fiind schimbat în 1962.